# Cité judiciaire de Dijon
La Cité judiciaire de Dijon est un complexe architectural situé au n°13, boulevard Clemenceau. La Cité est constituée du Tribunal judiciaire, du Conseil de prud'hommes et du Tribunal de commerce.

## Histoire
En 1974, l’engorgement du palais de justice de Dijon incite à créer une cité judiciaire. Un concours est lancé en 1981 et remporté par le duo d’architectes qui a également réalisé le Stade de France : Michel Regembal et Claude Costantini.

## Architecture
L’édifice, construit en 1989, occupe l’intégralité d’un îlot du quartier Clemenceau. L’aspect monumental  extérieur, la grande symétrie de la construction, les matériaux utilisés et le quadrillage de la façade donnent une impression de rigidité. « La solennité et la gravité de la fonction s’affirment dans la hauteur et le dessin sec des arcades, et dans l’opacité des élévations. Répété en façade, le motif du claustra transcrit bien l’idée de secret, voire d’incarcération. » Le hall, appelé "salle des pas perdus” est de grandes dimensions. Il est couvert d’une verrière et donne sur sept cages d’escaliers qui mènent chacune à une fonction particulière de l’institution. Les abords du palais sont traités comme des espaces urbains : promenade sous la colonnade, placette devant l'entrée principale aménagée en 1992. À proximité est installée une œuvre  d'art en fonte du sculpteur Dominique Labauvie, "Le Champ du feu".